# ユルゲン・クニーパー
ユルゲン・クニーパー（Jürgen Knieper、1941年3月14日 - ）は、ドイツの映画音楽作曲家。カールスルーエ生まれ。ベルリン国立音楽高等学校で教育を受けた。

## 経歴
1972年の映画『ゴールキーパーの不安』でヴィム・ヴェンダース監督との仕事を始めた。ヴェンダースの1975年の映画『まわり道』では、クニーパーがドイツ映画賞最優秀音楽賞を受賞した。
ヴェンダースは1987年の映画『ベルリン・天使の詩』でも再びクニーパーに音楽を依頼した。クニーパーは、天使を題材にした映画の音楽にはハープとヴァイオリンで十分だろうと考えていたが、映画のカットを見て考えが変わった。天使たちが不満を抱いていることに気づき、クニーパーは合唱、複数の声、口笛を用いた別の音楽を書き上げた。音楽学者のアネット・デイヴィソンは、この音楽には東欧音楽と正教会のキリスト教音楽の要素が含まれていると主張した。
1990年、『12月の花嫁』でヨーロッパ映画賞 作曲賞にノミネートされた。

## フィルモグラフィ

### 映画
彼の携わった映画には以下が含まれる:
- 『ゴールキーパーの不安』 - The Goalie's Anxiety at the Penalty Kick (1972年)
- 『緋文字』 - The Scarlet Letter (1973年)
- 『まわり道』 - The Wrong Move (1975年)
- 『アメリカの友人』 - The American Friend (1977年)
- Germany, Pale Mother (1980年)
- 『クリスチーネ・F 〜麻薬と売春の日々〜』 - Christiane F. – We Children from Bahnhof Zoo (1981年)
- 『666号室』 - Room 666 (1984年)
- 『リバース・エッジ』 - River's Edge (1987年)
- 『ベルリン・天使の詩』 - Wings of Desire (1987年)
- 『ザ・コレクター/沈黙のオブジェ』 - Paint It Black (1989年)
- 『12月の花嫁』 - December Bride (1990年)
- 『リスボン物語』 - Lisbon Story (1994年)
- 『ツバル』 - Tuvalu (1999年)